# Service central de renseignement de l'URSS
Le Service central de renseignement de l’URSS (en russe : Центральная служба разведки СССР ou ЦСР СССР, TsSR URSS)
était d'octobre à décembre 1991 la forme administrative de l'espionnage politique extérieur soviétique et russe existant depuis le 20 décembre 1920.

## Courte histoire
Avant 1991, le renseignement extérieur faisait partie du KGB (Comité de sécurité d’État) de l’URSS réformé en octobre 1991 à la suite du putsch de Moscou, coup d'État manqué à la fin de la pérestroïka en URSS.
Le 24 octobre 1991, le renseignement extérieur de l'Union soviétique cesse d’être une constituante du KGB, devient un organisme autonome et dépolitisé qui est baptisé service central de renseignement de l'URSS.
Ce service n’a existé que quelques semaines fin 1991.